# Fotoreportaż
Fotoreportaż (foto (fotografia); łac. reportare: odnosić, zawiadamiać; fr. reportage: opowiadać) – „reportaż składający się z szeregu zdjęć fotograficznych lub filmowych i krótkiego tekstu wiążącego”. W tej formie reportażu fotografia przejmuje część roli tekstu informując o bieżących wydarzeniach. Zdjęcia do fotoreportażu są robione „na żywo”, „na gorąco”, tak, że odbiorca ma mieć wrażenie, że autor był dokładnie na miejscu, był uczestnikiem przedstawionych wydarzeń. Należy jednak zaznaczyć subiektywny charakter tego typu publikacji. „Wybrany moment wydarzenia powinien je zreasumować, niemniej może koloryzować reportaż wybierając co, kiedy i gdzie fotografujesz.” Zgodnie z intencją autora materiał ma wywołać u odbiorcy określone reakcje, np. fotografując protest od strony policji pilnującej porządku lub protestujących walczących o swoje racje może zostać pokazany zupełnie różny obraz sytuacji.
Fotoreportaż najczęściej ma charakter społeczny, jednak może być on również formą sprawozdania z różnych wydarzeń kulturalnych, politycznych, sportowych, czy nawet ważnych rodzinnych spotkań. Jeszcze inną formę fotoreportażu wypracował magazyn „National Geographic”. Głównym celem przedstawianych fotografii jest pokazanie piękna przyrody oddalonej od cywilizacji i niedostępnej dla zwykłego człowieka.

## Historia fotoreportażu

### Historia globalna
Początku historii fotoreportażu można się dopatrywać już w XIX wieku. Roger Fenton fotografował wojnę krymską (1853-1856), a później Mathew Brady oraz Timothy O’Sullivan wojnę secesyjną (1861-1865). Wtedy jeszcze nie można było tego nazwać fotoreportażem, ponieważ relacje te nie zawierały tekstu pisanego, była to bardziej fotografia reportażowa.

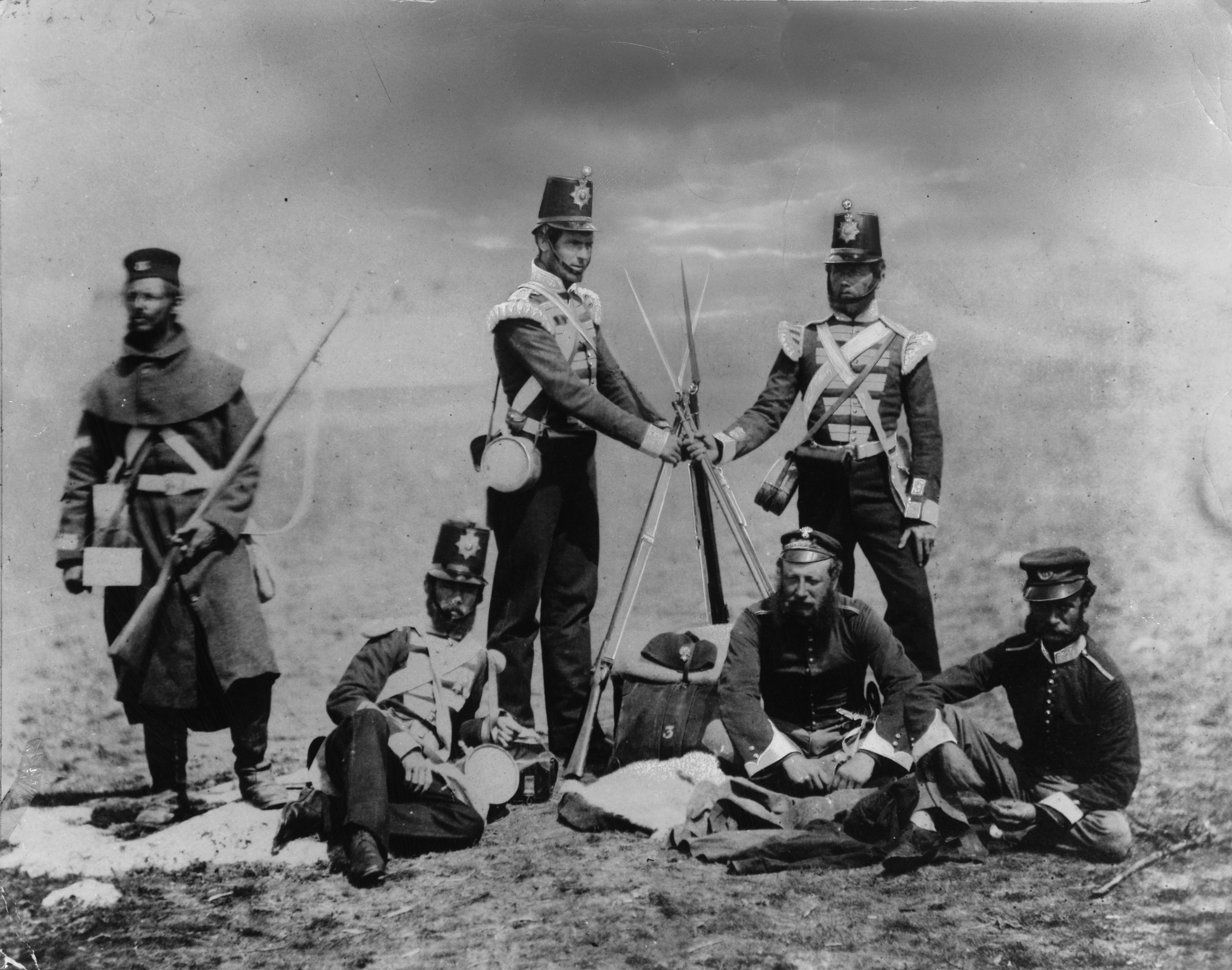
Wojna Krymska – Roger Fenton 1854

Powstanie fotoreportażu umożliwiło pojawienie się pism wysokonakładowych, które zaczęły używać obrazu do przekazywania informacji. Jednym z pierwszych tego typu tytułów był amerykański „Life”. Henry Luce w 1936 roku wierząc, że samo zdjęcie może opowiedzieć historię zakupił prawa do tego czasopisma. Pismo odniosło ogromny sukces sprzedając trzy miliony egzemplarzy w ciągu pierwszych trzech lat działania. Za sukcesem „Life” podążyły kolejno: w USA „Look” i „Holiday”, we Francji „Paris Match”, a w Niemczech „Der Spiegel”. Ze względu na subiektywny charakter tego typu publikacji, często używano ich w celach propagandowych.
Z XX-wiecznych mistrzów tego gatunku należy wyróżnić kilka osób. Do pionierów fotografii barwnej w fotoreportażu należą Amerykanie Ivan Dmitri oraz William Vandivert, którzy w latach 30. XX wieku, tuż przed II wojną światową wykonywali swoje prace m.in. w Nowym Jorku i w Paryżu. We wrześniu 1939 roku amerykański dziennikarz Julien Bryan przebywając w Warszawie wykonał fotoreportaż składający się z rolki filmu kolorowego Kodachrome, wielu rolek filmów czarno-białych i czarno-biały film krótkometrażowy przedstawiający Polskę zaatakowaną przez Niemców, a więc początek II wojny światowej i opublikował swoją pracę w mediach natychmiast po powrocie do USA. Jego fotoreportaż na temat niemieckich zbrodni w Polsce wywołał wstrząs w społeczeństwie amerykańskim, które dotychczas było celem nazistowskiej propagandy. Henri Cartier-Bresson pochodzący z Francji był twórcą nowoczesnego reportażu opartego na jego teorii decydującego momentu (fotograf intuicyjnie powinien wiedzieć kiedy nacisnąć spust migawki aby zdjęcie miało odpowiednią treść, a jednocześnie dobrą kompozycję). W 1947 roku wspólnie z Robertem Capą, Davidem Seymourem i George’em Rodgerem założył słynną agencję fotograficzną Magnum dostarczającą zdjęć do wszystkich liczących się wydawnictw na świecie. Szwajcar Werner Bischof fotografował w kolorze zburzone po wojnie Niemcy i Polskę w 1948 roku. Szwajcarski artysta fotograf René Burri zasłynął z fotoreportaży przedstawiających historyczne wydarzenia w architekturze XX wieku takie jak powstanie pierwszego powojennego bloku mieszkalnego w Europie zwanego Unité d’habitation w Marsylii autorstwa czołowego architekta funkcjonalizmu Le Corbusiera (1952), powstanie nowego, brutalistycznego miasta Chandigarh w Indiach (1953) oraz powstanie nowej, modernistycznej stolicy państwa, Brasilii (1960). Członkiem agencji Magnum został później inny fotoreporter – Czech Josef Koudelka – zasłynął on z fotoreportaży o wydarzeniach w Pradze w 1968, kiedy to ZSRR zajęło miasto, nosiły one tytuł Inwazja 68. Fotoreportażami o wiejskich rynkach wyróżnił się natomiast Litwin Aleksandras Macijauskas, założyciel w latach 60. litewskiej szkoły fotografii, która niezależnie od propagandy komunistycznej w ZSRR publikowała swoje prace. Inni zasługujący na wspomnienie fotoreporterzy to m.in. Amerykanie Margaret Bourke-White jako pierwsza kobieta będąca fotoreporterem wojennym, Dorotha Lang fotografowała amerykańskie społeczeństwo w czasie wielkiego kryzysu w latach 30., Walker Evans znany ze zdjęć o charakterze dokumentalnym, Garry Winogrand portretował życie w Ameryce, Diane Arbus fotografowała dla magazynów modowych, William Klein 25. na liście 100 najbardziej wpływowych fotografów, Elliott Erwitt mistrz decydującego momentu, znany z ironicznych, absurdalnych ujęć, Lee Friedlander stworzył charakterystyczny styl miejskiej fotografii, takie zdjęcia zawierały w sobie odbicia w witrynach sklepowych, znaki drogowe czy plakaty, Weegee (Arthur Fellig) dokumentował nocne życie Nowego Jorku, według anegdoty był zawsze przy danym wydarzeniu przed patrolem policji czy Niemiec Erich Salomon, który uwiecznił m.in. konferencję w Wersalu po zakończeniu I wojny światowej.

### Historia polska
W Polsce w latach 60. XIX wieku Karol Beyer, Maksymilian Fajans, Jan Mieczkowski oraz Konrad Brandel jako pierwsi w Polsce zaczęli fotografować w plenerze różne wydarzenia polityczne i historyczne. W 1910 roku powołana została przez Mariana Fuksa w Warszawie Polska Agencja Fotograficzna.

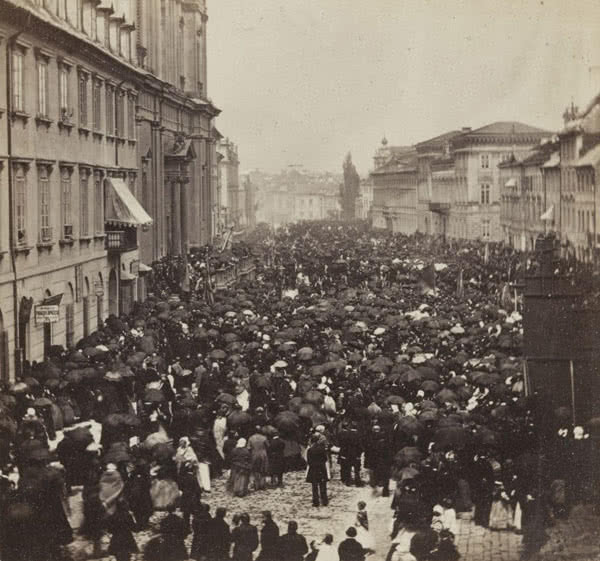
Karol Beyer – Procesja w święto Bożego Ciała na Krakowskim przedmieściu 30 maja 1861

W międzywojniu aktywny był Jan Ryś, który fotografował dla „Kuriera Warszawskiego”, „Światowida”, „Kuriera Porannego” oraz „Expresu”. Innym znanym i ważnym pismem tego okresu był tygodnik „Świat” pełniący podobną rolę jak amerykański „Life”. Tuż przed II wojną światową powołano Syndykat Fotografów Polskich zrzeszający wówczas 23 fotografów. Podczas wojny tak jak wcześniej prężnie działał Jan Ryś, a do niego dołączył Eugeniusz Lokajski nazwany fotografem Powstania Warszawskiego. Po wojnie „Świat” wznowił swoją pracę tym razem propagując partyjną propagandę, w 1969 roku zastąpiono go pismem „Perspektywy”. Z tym tytułem związani byli Danuta Rago oraz Leszek Fidusiewicz. Właśnie fotografom „Świata” opierającym się na pracach agencji „Magnum” zawdzięczamy wzorzec polskiej fotografii reportażowej zwany szkołą „Świata”. Inny sposób na tę fotografię miało czasopismo „Polska”, dla którego fotografowali Irena Jarosińska, Eustachy Kossakowski, Marek Holzman, Tadeusz Rolke i Piotr Barącz. „Polska” wydawana w kilku językach miała na celu propagandowe ujęcie osiągnięć socjalistów prezentowała mniej drapieżny i bardziej oddalony od rzeczywistych problemów styl. Trzeba zaznaczyć, że głównym zadaniem ówczesnej prasy politycznej była działalność propagandowa na rzecz PZPR. Sytuacja nieco zmieniła się po roku 1970. Innymi ważnymi pismami były pismo „i.t.d.” wydawane przez Zrzeszenie Studentów Polskich, tygodnik „Razem” czy stworzony dla młodzieży tygodnik „Walka Młodych”. Dla „i.t.d.” etatowym fotografem był Sławomir Biegański, wokół którego skupiła się grupa innych fotografów składających się z: Krzysztofa Barańskiego, Andrzeja Kiełbowicza, Andrzeja Baturo, Adama Haydera, Macieja Osieckiego, Krzysztofa Pawela oraz Hanny Musiałówny. Władysław Lemm, Krzysztof Gierałtowski i Sergiusz Sachno również współpracowali z tym pismem. Z innym pismem – „Stolica” – współpracowali m.in. Zbyszko Siemaszko i Zygmunt Szarek-Szargut. Prace wielu z tych autorów zostały zaprezentowane w International Center of Photography w Nowym Jorku w 1979 roku, gdzie częścią reportażową zajmował się Jan Kosidowski. Innymi ważnymi wystawami były „Pejzaż społeczny w polskiej fotografii prasowej i rysunku” zrealizowana przez Joannę Paszkiewicz w 1980 roku w Warszawie oraz „Wydarzenia 56.70.80" pokazywana w Warszawie i Gdańsku w 1981 roku.